# ブルスキFC
ブルスキ・フチボウ・クルービ（ポルトガル語: Brusque Futebol Clube）は、ブラジル・サンタカタリーナ州ブルスキを本拠地とするサッカークラブ。

## 歴史
1987年10月12日、解散したCEパイサンドゥとCAカルロス・レナウシュが合併して成立した。翌年にはカンピオナート・ブラジレイロ・セリエCに参戦した他、1989年にはカンピオナート・ブラジレイロ・セリエBに参戦している。1992年にはカンピオナート・カタリネンセとコパ・サンタカタリーナを制覇して、初めてのタイトルを獲得した。
2008年にもコパ・サンタカタリーナを制覇し
、レコパ・スウ＝ブラジレイラのタイトルも獲得している。
2020年にカンピオナート・ブラジレイロ・セリエCを4位で終えてカンピオナート・ブラジレイロ・セリエBに昇格したが、2022年に降格した。

## 本拠地
本拠地は市内にあるエスタジオ・アウグスト・バウエルで、収容人数は5000人である。

## タイトル
- カンピオナート・ブラジレイロ・セリエD: 2019
- レコパ・スウ＝ブラジレイラ: 2008
- カンピオナート・カタリネンセ: 1992, 2022
- カンピオナート・カタリネンセ・セリエB: 1997, 2008, 2015
- コパ・サンタカタリーナ: 1992, 2008, 2010, 2018, 2019
- レコパ・カタリネンセ: 2020, 2023

## 歴代所属選手
- パウロ・マギノ 2007
- アイルトン・デ・オリベイラ・モデスト 2009
- レアンドロ・ロドリゲス 2012
- ジウトン・ヒベイロ 2014
- リカルド・ロボ 2014, 2017
- ヴィトール・ジュニオール 2019
- ルイス・オタヴィオ・サントス・デ・アラウージョ 2021
- アルヴァロ・ロドリゲス 2022
- パウロ・エンリケ・シルバ・リベイロ 2022
- クリスラン 2022-2023
- エドゥアルド・レッケ・クンデ 2023